# درونق
الدرونق أو خانق النمر أو الدَّرنوق أو الدَّرَوْنَك أو الدَّرَوْنَج (باللاتينية: Doronicum) جنس نباتي يتبع الفصيلة النجمية أو المركبة (باللاتينية: Asteraceae) ويضم سبعة وأربعين نوعا مقبولا وأكثر من عشرين نوعا لم يحسم أمرها بعد.

## من أنواعهالواطنةفيالوطن العربي
- الدرونق الربلي (باللاتينية: Doronicum plantagineum) في المغرب العربي وجنوب غرب أوروبا
- الدرونق الشرقي (باللاتينية: Doronicum orientale) في بلاد الشام وتركيا وجنوب أوروبا والقوقاز

## من أنواعه الأخرى
- الدرونق الشبكي (باللاتينية: Doronicum reticulatum) في تركيا
- الدرونق كبير الأزهار (باللاتينية: Doronicum grandiflorum) في غرب أوروبا
- الدرونق الكورسيكي (باللاتينية: Doronicum corsicum) في جزيرة كورسيكا
- الدرونق المجري (باللاتينية: Doronicum hungaricum) في شرق أوروبا